# Salim Abes
Salim Sofiane Abes, parfois orthographié Salim Abbès, né le 17 octobre 1970, est un joueur de handball, ancien international algérien.

## Biographie

### Parcours
Formé au NB Tizi-Ouzou avec qui il a évolué jusqu'à la catégorie des juniors avant de rejoindre le MC Alger où ses prestations ont attiré le regard des différents sélectionneurs et entraineurs des équipes nationales junior et senior.
Il rejoint ensuite la France, quittant en 1996 le HBC Villefranche/Saône pour le Villeneuve d'Ascq ,

## Palmarès

### avec les Clubs
- Championnat d'Algérie : 1991, 1992, 1994, 1995
- Coupe d'Algérie : 1990, 1991, 1993, 1994, 1995
- Coupe d'Afrique des vainqueurs de coupe :  1991, 1992, 1993, 1994, 1995
- Supercoupe d'Afrique : 1994, 1995

- Championnat arabe des clubs champions : 1991.
  - Finaliste : 1993.

### avec l'Équipe d'Algérie
Jeux olympiques
- 10e place aux  Jeux olympiques de 1996 [4]

Championnats du monde
- 16e au championnat du monde 1995 ( Islande) [5]
- 17e au championnat du monde 1997 ( Japon)

Championnat d'Afrique
Le palmarès en Championnat d'Afrique est:
- Vainqueur du Championnat d'Afrique 1996 au Bénin
- Finaliste du Championnat d'Afrique 1991 d'Égypte
- Finaliste du Championnat d'Afrique 1994 en Tunisie
- Finaliste du Championnat d'Afrique 1998 en Afrique du Sud
- Troisième du Championnat d'Afrique 1992 en Côte d'Ivoire

### Autres
- Champion Arabe Juniors 1989 avec l'EN à Baghdad (Irak)
- Vice-Champion d'Afrique Juniors 1990 avec l'EN  au Caire (Égypte)